# Vrabély Márton
Vrabély Márton (Alsórépás, vagy Felsőrépás, Szepes vármegye, 1807 körül – Eger, 1877. június 16.) flórakutató, uradalmi tisztviselő.

## Élete
Gróf Károlyi György (főispán) Mátraalji gazdaságának volt gazdatisztje Parádon. Mint nyugdíjas Egerben élt, Heves vármegye flóráját kutatta. Az Egerben tanuló Borbás Vincét ő vezette be a botanikába. Felesége Kardos Mária volt.
Az általa összegyűjtött herbárium 3913 fajból állt, amelyet később az egri ciszterci főgimnáziumnak ajándékozott.
Gyűjteményének egy része, 1342 példány az Egri Főiskola Növénytani Tanszékére került (1963), a többit a Gödöllői Szent István Egyetem Növénytani Tanszéke őrzi.

## Főbb munkái
- Adatok Hevesmegye virányához (Heves és Külső-Szolnok vármegyék leírása, Eger, 1868)
- A Mátra növényföldrajzi vázlata (MOT Vándorgyűlés Munk. 1869. 13. köt. 281–283.)
- Correspondenz aus Erlau in Ungarn, am 3. Dezember 1874 (Österreichische Botanische Zeitschrift, 25., 1875, 33–34.)
- Posztumusz: Vrabély Márton: A Mátra növényföldrajzi ismertetése. A cisterci rend egri kath. főgymnasiumának értesítője az 1890–91. iskolai évről. Közli Szvorényi József igazgató. (Eger. Érseki lyceumi nyomda. 81. 146 lap)